# يحيى بن علي الحجوري
يحيى بن علي الحجوري هو شيخ من مشايخ الدعوة السلفية باليمن، وخلف مقبل الوادعي في إدارة (دار الحديث) بصعدة.

## نسبه
هو يحيى بن علي بن أحمد بن علي بن يعقوب الحجوري، من قبيلة بني وَهان، من قرية الحَنجَرة في أصل جبل الكُعَيْدنة.

## طلبه للعلم
- درس في الكتاتيب بمعلامة الشيخ، أمين تلك القرى وفقيهها وخطيبها (يحيى العتابي)، والتعليم في تلك المِعْلامة كما هو شأن التعليم القديم، تعليم قراءة القرآن نظراً في المصحف، وتعليم الخط، ومن تخرّج منها غالباً يصير فقيه قريته إمامةً وخطابةً في بعض الخُطب المؤلفة، وكتابة العقود ونحو ذلك.[1]
- ثم بعد ذلك رحل إلى السعودية وحضر حلقة الإقراء بعد صلاة الفجر عند فضيلة الشيخ المُقرئ الشهير عُبيد الله الأفغاني في مدينة أبها، ثم الشيخ المقرئ محمد أعظم ثم أتم القراءة برواية حفص عن عاصم عند المقرئ محمد بشير.[1]
- ثم سمع بالشيخ العلامة مقبل بن هادي الوادعي وأنه عالم سلفي يُدرّس علوم كتاب الله وسنة رسوله صلى الله عليه وسلم في دماج إحدى قرى بلاد صعدة، فالتحق به في داره في عام 1405 هـ.[1]
- وبقي من ذلك التاريخ في طلب العلم، حتى توفي الشيخ مقبل وأوصى به ليخلفه في التدريس انظر وصية الشيخ مقبل بن هادي الوادعي.[1]
- تولى التدريس في دار الحديث في أثناء مرض مؤسسها الشيخ مقبل بن هادي الوادعي، ثم بعد وفاته وهو متقلد لهذا المنصب إلى أن خرجوا بعد إشتباكات متبادلة مع جماعة أنصار الله.[1]

## مؤلفاته
للشيخ إنتاج غزير من المؤلفات يمكنك مطالعتها على الموقع الرسمي له، وهنا نذكر أهم مؤلفاته:
1. إصلاح الأمة بالخطب والمواعظ من القرآن والسنة مجلدان
2. إفادة القارئ المبتدي بتلخيص كتاب البرهان في علوم القرآن للعلامة محمد بن عبد الله الزركشي
3. شرعية طلب الحلال وبيان حكم حشيشة الفجور والضلال
4. الشرح والتوضيح لقصيدة غرامي صحيح
5. الباعث على انكار أم الخبائث
6. رسالة في بيان مالم يثبت فيه حديث من الأبواب
7. تسلية صالحي الفقراء بما لهم من الفضل على أصحاب الثرا
8. أحكام الجمعة وبدعها
9. الإفتاء على الأسئلة الواردة من دول شتى
10. أحكام التيمم
11. الصبح الشارق على ضلالات عبد المجيد الزندني في كتابه توحيد الخالق
12. التحذير عن أهم صوارف الخير
13. الحث والتحريض على تعلم أحكام المريض
14. السيل العريض الجارف لبعض ضلالات الصوفي عمر بن حفيظ
15. توضيح الإشكال في أحكام اللقطة والضوال
16. جلسة ساعة في الرد على المفتين في الإذاعة
17. شرعية الدعاء على الكافرين وذكر أهم الفوارق بينهم وبين المسلمين ردًا على القرضاوي الزائغ المهين
18. كشف التلبيس والكذب في قول الصوفية لا يوجد شرك في جزيرة العرب [نسخة معدلة مع ملحق]
19. ضياء السالكين في أحكام وآداب المسافرين
20. مشاهداتي في بريطانيا
21. نصيحة للتجار بالبعد عن نشر الأضرار
22. النصيحة المحتومة لقضاة السوء وعلماء الحكومة
23. فتوى في حكم الدراسة الإختلاطية
24. التبيين لجهالات الدكتور أحمد بن نصر الله صبري في كتابه أضواء على أخطاء كتاب الصحيح المسند مما ليس في الصحيحين ومدى خطورة منهج الدكتور على كتب فحول المحدثين
25. الثمر الداني بتتبع ما أعل في السنن الكبرى للبيهقي والمحاكمة بينه وبين ابن التركماني
26. أضرار الحزبية على الأمة الإسلامية
27. المبادئ المفيدة في التوحيد والفقه والعقيدة
28. الحجج القاطعة على أن الروافض ضد الإسلام على ممر التاريخ بلا مدافعة
29. شرح لامية ابن الوردي
30. الأربعون الحسان لتنبيه الأنام إلى فضل الاجتماع على الطعام
31. الأدلة الزكية في بيان أقوال الجفري الشركية
32. حشد الأدلة على أن اختلاط النساء بالرجال وتجنيدهن من الفتن المضلة
33. فتح الوهّاب في شرح حديث أنس في البصاق إلى القبلة وفيه حكم البصاق إلى القبلة وحكم المحراب
34. كشف الوعثاء بزجر الخبثاء الداعين إلى مساواة الرجال بالنساء وإلغاء فوارق الأنثى
35. الطبقات لما حصل بعد موت شيخنا الإمام الوادعي رحمه في الدعوة السلفية من الحالات

## إنجازات ومواقف
- كان للشيخ موقف حازم لمن أراد إسقاط مركز دار الحديث بدماج بعد وفاة مؤسسها الشيخ مقبل بن هادي الوادعي[3]
- عندما حصل النزاع في صعدة وتحديدا في دماج أعلن الشيخ الجهاد[4]، وحصلت مواجهات بين الجانبين إلا أن الغلبة كانت لجماعة أنصار الله التي تمكنت من طردهم من معقل الزيدية.[5]

## وصلات خارجية
- الموقع الرسمي للشيخ يحيى بن علي الحجوري